# Dramatic Chipmunk
Dramatic Chipmunk je populární virální video. Jedná se o pětivteřinové video, kde psoun (zaměnitelný s křečkem) otáčí hlavou, zatímco se přiblíží kamera a hraje dramatická hudba.

## Původ
Klip se stal známý díky zveřejnění na YouTube a CollegeHumor 19. června 2007. Dřívější a identická verze, s názvem Dramatic Look, byla na YouTube nahrána 6. června 2007.

## Popularita
Od zveřejnění získalo video přes 50 milionů zhlédnutí. People Magazine zahrnul Dramatic Chipmunk jako jeden z 10 Nejdivočejších YouTube Hvězd v roce 2007.
Od roku 2013 klub amerického fotbalu Minnesota Golden Gophers přehrává Dramatic Chipmunk na jumbotronu během domácích zápasů, aby odvrátili kopy soupeře.